# Berlinghiero Berlinghieri

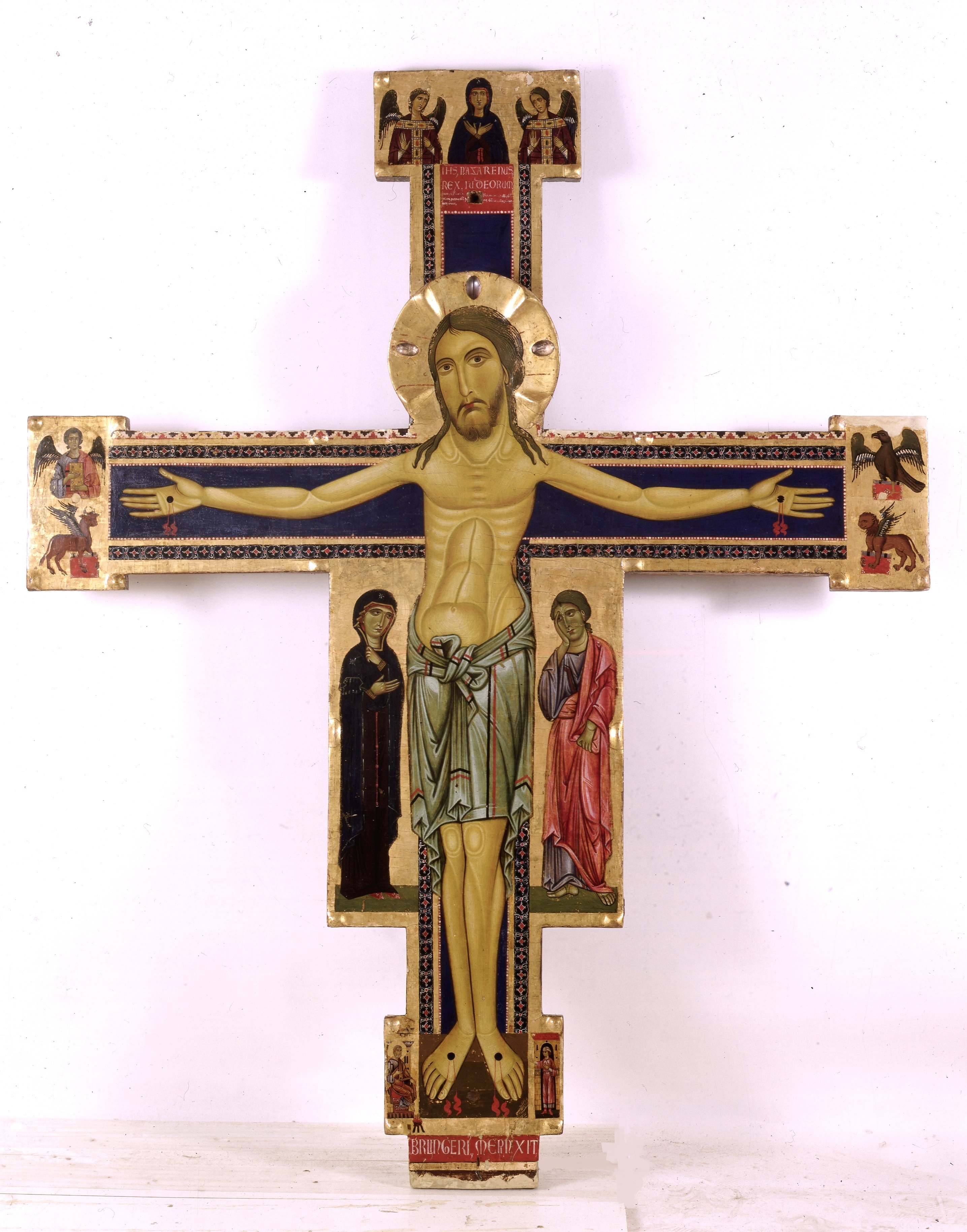
Kruzifix, um 1220, Lucca, Pinacoteca Civica

Berlinghiero Berlinghieri (* Mailand; nachweisbar ab 1228 in Lucca; † vor oder um 1242 in Lucca) war ein italienischer Maler.
Neben einem Berlingerius me pinxit signierten Kruzifix in Lucca gibt es nur zwei weitere Urkunden, in denen Berlinghiero Berlinghieri erwähnt wird. Das erste aus dem Jahre 1228 bezeichnet ihn als einen gebürtigen Mailänder. Das zweite sagt aus, dass er bereits verstorben sei.
Berlinghiero Berlinghieri war noch stark von der Formensprache der byzantinischen Malerei beeinflusst, die er aber durchaus eigen und individuell zu gestalten verstand, so dass seine Bilder eine erhebliche Weiterentwicklung der vorgegebenen Muster erkennen lassen. Seine Fertigkeiten waren stilbildend für nachfolgende Künstler und wurden vor allem durch seine Söhne Bonaventura, Barone und Marco weitergeführt. Sein Ruhm war offensichtlich schon zu seinen Lebzeiten groß genug, dass er auch Maler aus anderen Gegenden nachhaltig beeinflusste. Insbesondere in Florenz und Umgebung fiel seine Kunstauffassung auf fruchtbaren Boden und beeinflusste solche Künstler wie den Meister von Bigallo oder den Meister des Kreuzes Nr. 434.
Ausgehend von seinem einzigen gesicherten Werk, dem gegen 1220 gemalten Kruzifix in Lucca, schreibt ihm die Forschung noch einige weitere Werke zu, die aber in der Zuordnung zwischen ihm und seinen Söhnen nicht immer gesichert sind.

## Ausgewählte Werke
- Avignon, Musée du Petit Palais
  - Christuskopf. (Fragment eines Kruzifixes; ein weiteres Teil in Rio de Janeiro)
- Cleveland, Cleveland Museum of Art
  - Triptychon mit Maria mit dem Kinde.
- Lucca, Pinacoteca Civica
  - Kruzifix. um 1220
- New York, Metropolitan Museum of Art
  - Maria mit dem Kinde. um 1230 – 1240
- Pisa, Kathedrale
  - Maria mit dem Kinde.
- Raleigh, Museum of Art
  - Maria mit dem Kinde.
- Rio de Janeiro, Museo Nacionale
  - Der linke Arm Christi und der heilige Johannes. (Fragment eines Kruzifixes; ein weiteres Teil in Avignon)